# El mil usos II
El mil usos II   (titulada  originalmente como El mil usos llegó de mojado) es una película mexicana  de   1984 dirigida por Roberto G. Rivera y protagonizada por Hector Suárez.  Es la  segunda parte de la película El mil usos.
En esta secuela se narra las nuevas desventuras del campesino Tránsito, quien esta vez  debe lidiar  la dura vida en los marginados suburbios de la Ciudad de México y su impulso de abandonar el país para ir a Estados Unidos en busca del famoso sueño americano.

## Sinopsis
Después de que su esposa lo abandonara con un hijo y seguir viviendo en una situación pauperríma en el campo, y tras un percance causado por la frustración en el que algunos parroquianos de una pulquería intentan lincharlo, Tránsito se ve forzado a dejar nuevamente su pueblo y regresar a la ciudad para ir en busca de un trabajo y mejorar su calidad de vida, sin embargo, volverá a enfrentarse la dura y desafortunada vida suburbana, esta vez en el Estado de México, concretamente en Ciudad Nezahualcóyotl.
En su andar prueba suerte como boxeador, mesero, fichero, y acarreado en eventos políticos, en donde no consigue más que rechazo y más problemas. Incluso se convierte en "palero" (cómplice) de un vendedor ambulante de "productos milagro" y su bella asistente que van de barrio en barrio tratando de embaucar a la gente. Sin embargo, el alcoholismo del vendedor y el aprecio que la asistente le tiene a Tránsito, animan a este a buscar otras oportunidades.
Por azares del destino, incursiona como garnachero ayudando a una madre soltera,  y finalmente como inmigrante ilegal hacia los Estados Unidos, en donde descubre que el sueño americano no es lo que parece.

## Reparto
- Hector Suarez... Tránsito "El mil usos".
- Roberto "El Flaco" Guzmán"... "Tranzas".
- Lucha Villa... "Lupita".
- Roberto Cobo ... Cantinero.
- Jose Carlos Ruiz
- Pedro Weber "Chatanuga"... Don Bolio.
- Manuel 'Flaco' Ibáñez... Servidor público que habla con las personas que protestan.
- Gloria Mayo... Ladrona.
- Alejandra Meyer... Mujer que vende quesadillas.
- Raúl Padilla "Chóforo"... "Judicial".
- Jaime Lozano
- Leonor Llausás... Acompañante del Transas en el bar.
- Alfredo Solares... "Judicial".
- José Luis Avendaño
- Jorge Nobles
- Rebeca Silva
- Rigoberto Carmona
- Alma Thelma Rodríguez

## Curiosidades
- Algunos actores de la primera película vuelven a aparecer en este filme, pero con papeles distintos:

- Pedro Weber "Chatanuga", quien en la primera película hizo el papel de uno de los hermanos de Tránsito, y del líder corrupto en la cárcel, en El Mil Usos II interpreta a un merolico alcohólico venido a menos.

- Alejandra Meyer interpreta a "la garnachera", curiosamente siendo también el interés amoroso de Tránsito, al igual que "La Moyocoyo" en la primera película

- José Carlos Ruiz interpreta de nuevo a un personaje conocido como "El Macizo"; en la primera película, este es un parroquiano de una pulquería que convence a Tránsito de no irse a Estados Unidos; en esta película, "El Macizo" es un bracero que le salva la vida a Tránsito en un sembradío del país del norte, y es quien lo coloca como trabajador en el rancho en el que labora. A pesar de ser el mismo actor quien interpreta a "El Macizo", al parecer el de la primera película es un personaje distinto al de la segunda, de lo contrario, recordaría el consejo que le dio a Tránsito en el filme anterior.

- Manuel "Flaco" Ibáñez, quien hizo el papel de un maestro albañil que contrata como ayudante a Tránsito, en esta película actúa como un funcionario público que se enfrenta a un grupo de manifestantes en Ciudad Nezahualcóyotl.